# Podagrionella
Podagrionella is een geslacht van vliesvleugeligen uit de familie Torymidae. De wetenschappelijke naam van dit geslacht is voor het eerst geldig gepubliceerd in 1914 door Girault.

## Soorten
Het geslacht Podagrionella omvat de volgende soorten:
- Podagrionella bella Girault, 1913
- Podagrionella caudata Narendran, 1994
- Podagrionella empusae (Risbec, 1951)
- Podagrionella eremiaphilae Doganlar & Doganlar, 2009
- Podagrionella indarbelae Narendran & Sureshan, 1988
- Podagrionella konyaensis Doganlar & Doganlar, 2009
- Podagrionella korsakowi (Picard, 1936)
- Podagrionella lamborni (Ferrière, 1958)
- Podagrionella lichtensteini (Picard, 1933)
- Podagrionella petiolata (Erdös, 1964)
- Podagrionella senegalensis (Risbec, 1951)
- Podagrionella tatianae (Boucek, 1976)